# Bingo Players
Bingo Players is een Nederlandse dance-act. Het was oorspronkelijk een duo, bestaande uit de  dj's en producers Paul Bäumer en Maarten Hoogstraten. Bäumer overleed op 18 december 2013 aan kanker.
De Bingo Players hadden in de zomer van 2011 een grote hit met het nummer Cry (Just A Little), waarin het nummer Piano in the Dark van Brenda Russell uit 1988 is gesampeld. Het nummer kwam in de Nederlandse Top 40 binnen op de 23e positie en wist twee weken lang te pieken op plaats 9. In 2012 scoorden ze een hit met Heather Bright, genaamd Don't Blame The Party (Mode), maar die kwam niet verder dan 34 in de Top 40. 
In december 2011 werd Rattle uitgebracht. Een jaar later werd samen met Far East Movement een vocale versie van dit nummer genaamd Get Up (Rattle) uitgebracht. Dit nummer zorgde voor hun eerste nummer 1-hit: op 27 januari 2013 werd de nummer 1-positie gehaald in de UK Singles Chart. In 2020 maken ze een coverversie van Shed My Skin van D*Note.

## Discografie

### Singles
| Single met eventuele hitnotering(en) in de Nederlandse Top 40 | Datum van verschijnen | Datum van binnenkomst | Hoogste positie | Aantal weken | Opmerkingen                                         |
| ------------------------------------------------------------- | --------------------- | --------------------- | --------------- | ------------ | --------------------------------------------------- |
| Touch me                                                      | 2008                  | -                     |                 |              | met Chocolate Puma / Nr. 73 in de Single Top 100    |
| Chop                                                          | 2008                  | -                     |                 |              | Nr. 78 in de Single Top 100                         |
| I will follow (Theme Fit for free dance parade 2009)          | 2009                  | -                     |                 |              | met Dan'thony / Nr. 82 in de Single Top 100         |
| Cry (Just a Little)                                           | 30-05-2011            | 11-06-2011            | 9               | 14           | Nr. 7 in de Single Top 100                          |
| Rattle                                                        | 19-12-2011            | -                     |                 |              | Nr. 91 in de Single Top 100                         |
| Don't blame the party (Mode)                                  | 2012                  | 07-04-2012            | 34              | 4            | met Heather Bright / Nr. 55 in de Single Top 100    |
| Get up (Rattle)                                               | 2012                  | 22-12-2012            | 20              | 10           | met Far East Movement / Nr. 26 in de Single Top 100 |
| Knock you out                                                 | 14-04-2014            | 21-06-2014            | 37              | 2            | Nr. 93 in de Single Top 100                         |

| Single met hitnotering(en) in de Vlaamse Ultratop 50 | Datum van verschijnen | Datum van binnenkomst | Hoogste positie | Aantal weken | Opmerkingen           |
| ---------------------------------------------------- | --------------------- | --------------------- | --------------- | ------------ | --------------------- |
| Devotion                                             | 30-11-2009            | 30-01-2010            | 26              | 2            |                       |
| Tom's diner                                          | 03-05-2010            | 29-05-2010            | tip25           | -            |                       |
| Cry (Just a little)                                  | 2011                  | 17-06-2011            | 28              | 6            |                       |
| Don't blame the party (Mode)                         | 2012                  | 24-03-2012            | tip54           | -            | met Heather Bright    |
| Get up (Rattle)                                      | 2013                  | 02-02-2013            | 35              | 1*           | met Far East Movement |

- Bibliothèque nationale de France: cb16725105t (data)
- Gemeinsame Normdatei: 16173035-8
- International Standard Name Identifier: 0000 0004 6988 7922
- MusicBrainz: 8502bd7a-5479-4a8f-a7d9-75003d3d2c74
- Virtual International Authority File: 183706129